# Simples como Fogo
Simples Como Fogo é o álbum de estreia da cantora e compositora Marina, lançado em 1979.

## Histórico
Contratada pela WEA tempos antes, Marina resolveu trabalhar as letras e arranjos do álbum com calma. Chama atenção a capa, criada por um dos diretores da gravadora, com a intenção de ressaltar a "sensualidade e a inteligência" da artista. Àquela época, Marina, junto com Rita Lee, era a única compositora da MPB.
Destacam-se as faixas "Solidão", que abria o álbum (segundo Marina Lima, era proposital, pois a música era de Dolores Duran, umas das primeiras compositoras do Brasil) e "A Chave do Mundo", que entrou na trilha sonora da novela Pai Herói, exibida no mesmo ano.
O álbum passou a ser disponibilizado nas plataformas digitais, para streaming e download digital a partir de 4 de junho de 2021.

## Faixas

### Lado A
| N.º | Título                                    | Compositor(es)             | Duração |  |
| 1.  | "Solidão"                                 | Dolores Duran              | 3:55    |  |
| 2.  | "Transas de Amor (Os Sonhos de Quem Ama)" | Marina Lima Antônio Cícero | 2:54    |  |
| 3.  | "A Chave do Mundo"                        | Lima Cícero                | 3:50    |  |
| 4.  | "Tão Fácil"                               | Lima Cícero                | 3:10    |  |
| 5.  | "Maneira de Ser"                          | Lima Cícero                | 3:42    |  |

### Lado B
| N.º | Título                 | Compositor(es) | Duração |  |
| 1.  | "Revolta"              | Moraes Moreira | 3:31    |  |
| 2.  | "Literalmente Louca"   | Lima Mago      | 2:33    |  |
| 3.  | "Não Há Cabeça"        | Angela Ro Ro   | 5:04    |  |
| 4.  | "Memória Fora de Hora" | Lima Cícero    | 4:05    |  |
| 5.  | "Muito"                | Caetano Veloso | 1:59    |  |